# Pavonia macrostyla
Pavonia macrostyla är en malvaväxtart som beskrevs av Gürke. Pavonia macrostyla ingår i släktet påfågelsmalvor, och familjen malvaväxter. Inga underarter finns listade i Catalogue of Life.